# Washington-Ziesel
Der Washington-Ziesel (Urocitellus washingtoni, Syn.: Spermophilus washingtoni) ist eine Hörnchenart aus der Gattung Urocitellus. Er kommt im Osten des amerikanischen Bundesstaats Washington und im angrenzenden Oregon vor.

## Merkmale
Der Washington-Ziesel erreicht eine Kopf-Rumpf-Länge von etwa 18,5 bis 24,5 Zentimetern, der Schwanz wird etwa 32 bis 65 Millimeter lang und ist damit deutlich kürzer als der restliche Körper. Das Gewicht liegt bei etwa 160 Gramm im Februar und 260 Gramm zum Ende Mai. Die Tiere haben eine rauchig blassgraue Rückenfärbung mit rötlicher Einwaschung und deutlichen weißen bis cremefarbenen Flecken. Der Bauch ist grauweiß mit rosa-sandfarbenem Einschlag und die Füße sind weiß bis sandfarben. Der Schwanz ist grau meliert, oberseits mit zimtfarbenem und unterseits mit rosa-zimtfarbenem Einschlag, er ist zudem weiß gefrostet.

## Verbreitung
Der Washington-Ziesel kommt im Osten des amerikanischen Bundesstaats Washington und im angrenzenden Oregon vor.

## Lebensweise

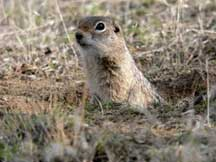
Washington-Ziesel am Bau

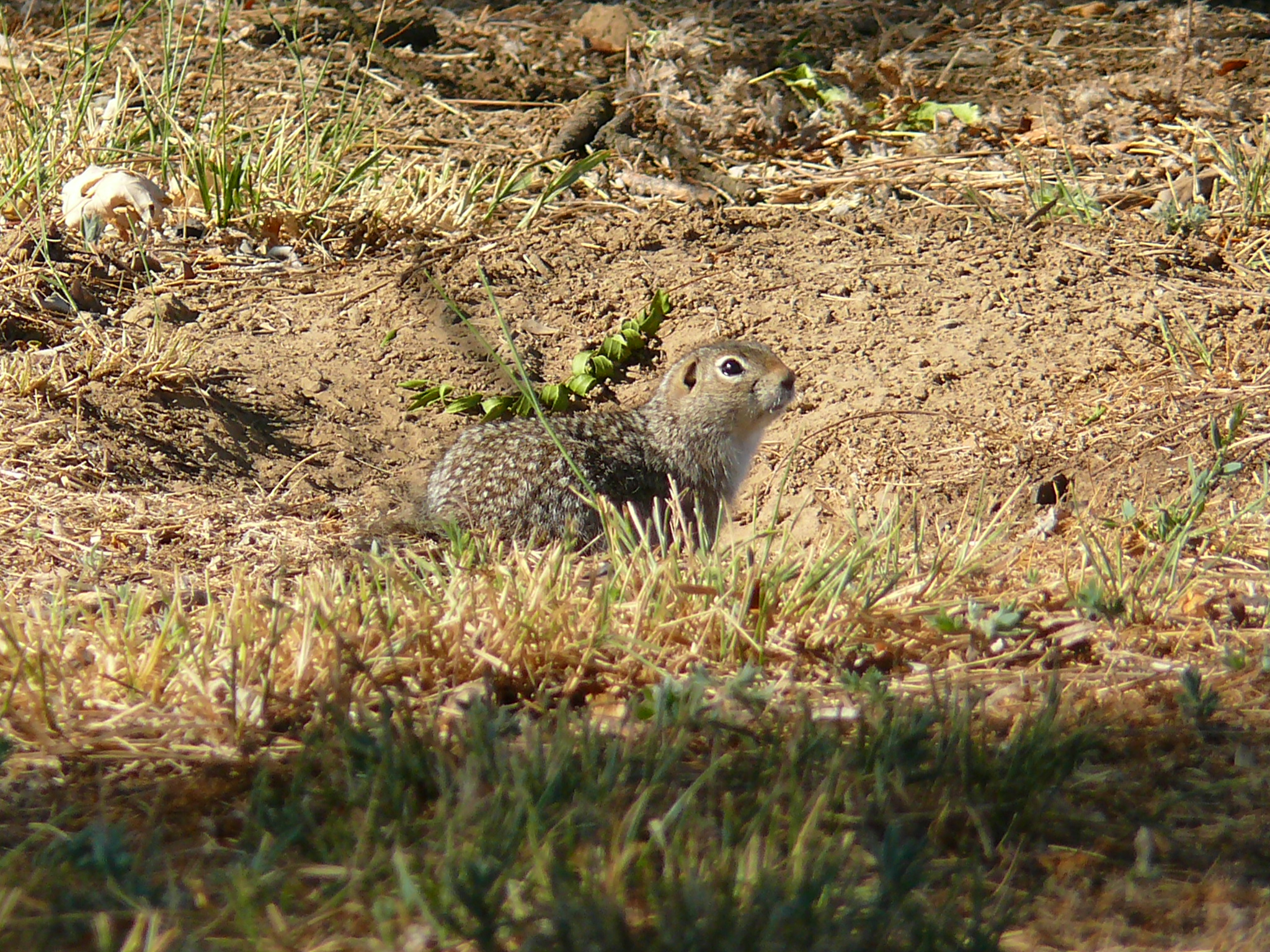
Washington-Ziesel

Der Washington-Ziesel ist tagaktiv und lebt vor allem in Gebieten der Gebüschsteppe im Becken des Columbia-River. Er bevorzugt Flächen mit dichtem Grasbewuchs und tiefen, lehmigen Böden.
Er ist primär herbivor und die Nahrung besteht wie bei anderen Erdhörnchen vor allem aus verschiedenen Pflanzenteilen wie Gräsern, Knospen, Blüten, Sprossen, Blättern und Wurzeln sowie Samen, hinzu kommen gelegentlich Insekten und Pilze. Die Tiere leben wie andere Erdhörnchen am Boden und in unterirdischen Bauen. Sie sind sozial und vor allem die Weibchen bilden Gruppen innerhalb der Kolonien.
Die Aktivitätsperiode ist vergleichsweise kurz, die Tiere beginnen die Überwinterung und ihren Winterschlaf bereits im späten Mai bis Anfang Juni und verlassen die Baue erst wieder im späten Januar bis März des Folgejahres. Dabei bilden die Tiere in dieser kurzen Zeit ein Fettpolster, das als Nahrungsspeicher für die Überwinterung dient. Jungtiere aus den Würfen des gleichen Jahres beginnen die Überwinterung etwa zwei Monate später. In den ersten Tagen nach dem Auftauchen der Weibchen kommt es zur Revierbildung der Männchen und zur Begattung. Die Tragzeit beträgt 23 bis 30 Tage und die Jungtiere werden Ende Februar bis März in den unterirdischen Bauen geboren. Sie verlassen den Bau Ende Mai bis Anfang Juni und erreichen sehr schnell die Größe der ausgewachsenen Tiere. Die männlichen Jungtiere entfernen sich in der Regel etwa 880 Meter vom Bau der Mutter, die maximale Entfernung liegt bei etwa 3,5 Kilometer.
Die jährliche Mortalitätsrate liegt bei etwa 60 % und die maximale Lebensdauer bei etwa fünf Jahren. Die wichtigsten Fressfeinde für den Washington-Ziesel sind Silberdachse (Taxidea taxus) und Kojoten (Canis latrans), verschiedene Greifvögel und Raben (Corvus corax) sowie Schlangen.

## Systematik
Der Washington-Ziesel wird als eigenständige Art innerhalb der Gattung Urocitellus eingeordnet, die aus zwölf Arten besteht. Die Art wurde lange als Teil der Ziesel und darin innerhalb der Untergattung Spermophilus eingeordnet. Nach einer umfassenden molekularbiologischen Untersuchung wurden die Art jedoch gemeinsam mit mehreren weiteren Arten der nun eigenständigen Gattung Urocitellus zugeordnet. Die wissenschaftliche Erstbeschreibung stammt von dem amerikanischen Zoologen Arthur Holmes Howell aus dem Jahr 1938, der ihn anhand von Individuen aus Touchet im Walla Walla County, Washington, als Citellus washingtoni beschrieb.
Innerhalb der Art werden neben der Nominatform keine Unterarten unterschieden.

## Status, Bedrohung und Schutz
Der Washington-Ziesel wird von der International Union for Conservation of Nature and Natural Resources (IUCN) als Art der Vorwarnliste (near threatened) eingeordnet. Begründet wird dies durch das kleine und fragmentierte Verbreitungsgebiet von nur wenig mehr als 20.000 km2, die Verschlechterung und weitere Fragmentierung der nutzbaren Habitate sowie den Lebensraumverlust in Teilen des Verbreitungsgebietes. Da die Art allerdings in mehreren Schutzgebieten anzutreffen ist und sich die Bestände stabilisieren, wird aktuell keine Gefährdung angenommen. Neben dem Lebensraumverlust stellen die Verbreitung von gebietsfremden Pflanzen (Neophyten), die nutzbare Pflanzen verdrängen, sowie die Bejagung als Landwirtschaftsschädling in Teilen des Verbreitungsgebiets weitere potenzielle Gefahren dar.

## Belege
1. 1 2 3 4 5 6 7 8 9  
Richard W. Thorington Jr., John L. Koprowski, Michael A. Steele: Squirrels of the World. Johns Hopkins University Press, Baltimore MD 2012, ISBN 978-1-4214-0469-1, S. 365–366.
2. 1 2 3  
Urocitellus washingtoni in der Roten Liste gefährdeter Arten der IUCN 2016.1. Eingestellt von: E. Yensen, NatureServe (G. Hammerson), 2008. Abgerufen am 14. Juli 2016.
3. ↑  Matthew D. Herron, Todd A. Castoe, Christopher L. Parkinson: Sciurid phylogeny and the paraphyly of holarctic ground squirrels (Spermophilus). Molecular Phylogenetics and Evolution 31, 2004; S. 1015–1030. (Volltext (Memento des Originals vom 17. April 2015 im Internet Archive)  Info: Der Archivlink wurde automatisch eingesetzt und noch nicht geprüft. Bitte prüfe Original- und Archivlink gemäß Anleitung und entferne dann diesen Hinweis., PMID 15120398)
4. ↑  
Kristofer M. Helgen, F. Russell Cole, Lauren E. Helgen, Don E. Wilson: Generic Revision in the holarctic ground squirrels genus Spermophilus. Journal of Mammalogy 90 (2), 2009; S. 270–305. doi:10.1644/07-MAMM-A-309.1
5. 1 2  
Spermophilus (Spermophilus) brunneus In: Don E. Wilson, DeeAnn M. Reeder (Hrsg.): Mammal Species of the World. A taxonomic and geographic Reference. 2 Bände. 3. Auflage. Johns Hopkins University Press, Baltimore MD 2005, ISBN 0-8018-8221-4.
6. ↑  
Eric A. Rickart, Eric Yensen: Spermophilus washingtoni. Mammalian Species 371, 1991; S. 1–5. ( Volltext (Memento vom 15. März 2016 im Internet Archive))